# イヴォ・グルビッチ
イヴォ・グルビッチ（Ivo Grbić、1996年1月18日 - ）は、クロアチア・スプリト出身のサッカー選手。チャイクル・リゼスポル所属。クロアチア代表。ポジションはゴールキーパー。

## 経歴
クロアチア・スプリトで生まれる。4、5歳の時、UEFAチャンピオンズリーグ決勝、バイエルン・ミュンヘン対バレンシアのオリバー・カーンとサンティアゴ・カニサレスのPK戦の影響で、ゴールキーパーを目指す。   

### ハイドゥク・スプリト
9歳の時にハイドゥク・スプリトのアカデミーに加入する。U-14レベルからユースで活躍し、ヴラディミル・ベアラなどの専門家からも高い評価を得た。2014-15シーズンの初めには、クロアチア3部リーグに所属するハイドゥク・スプリトⅡのファーストゴールキーパーを任された。同年10月からトップチームの控えを務め、2015年4月18日のホームのリエカ戦でトップチームデビューをする。良質なプレーを見せ、残り10分まで無失点で抑えるも2失点を喫した。出場機会に恵まれず、クラブでの地位に不満を募らせ、契約延長を拒否した。   

### ロコモティヴァ・ザグレブ
2018年夏にロコモティヴァ・ザグレブに移籍した。2018年7月28日のインテル・ザプレシッチ戦で4-0での勝利で、クラブデビューを飾った。チームの正守護神として、2018-19シーズンは36試合に出場。2019-20シーズンには公式戦38試合に出場し、11試合のクリーンシートを記録し、チームのリーグ戦とカップ戦での2位、チャンピオンズリーグ2次予選通過など、多大な貢献をした。 

### アトレティコ・マドリード
2020年8月20日、アトレティコ・マドリードに4年契約で移籍した。移籍金はクロアチア人ゴールキーパー史上最高額の350万ユーロ。ヤン・オブラクの控えとして、背番号1番を着ける。同年12月16日、コパ・デル・レイのCEカルダサール戦に先発フル出場してデビューを果たした。試合にも3-0で勝利し、クリーンシートに貢献した。

#### リール
2021年8月19日、リーグ・アンに所属するリールへの1シーズンのレンタル移籍が発表された。加入直後から先発の座を獲得するも、第21節パリ・サンジェルマン戦にて自身のミスを含む5失点を喫し敗北。以降はレオ・ジャルディンにポジションを奪われ、リーグ戦の出場は21試合の出場に留まる。

### シェフィールド・ユナイテッド
2024年1月26日、シェフィールド・ユナイテッドFCに移籍した。加入して間もなくウェス・フォデリンガムからポジションを奪取し正GKに定着したが、依然として自身加入前からチームの調子が上向かなかったことから、再びフォデリンガムにポジションを譲り、最終的にはチームも最下位で降格した。

### 代表
ユースレベルではクロアチア代表として23試合に出場した。U-21欧州選手権2019の代表チームの一員で、クロアチアのグループステージ敗退がすでに決まった6月24日、イングランドとの3-3の引き分けで1試合だけ出場した。 
2020年8月17日、9月のネーションズリーグのポルトガル、フランス戦に向け、A代表への初招集を受けた。
11月12日、2022 FIFAワールドカップ予選第9節マルタ戦で先発出場し、代表デビューを飾った。

## 代表歴

### 出場大会
- クロアチア代表
  - 2022 FIFAワールドカップ

### 試合数
- 国際Aマッチ 2試合 0得点（2021年）[14]

| クロアチア代表 | 国際Aマッチ | 国際Aマッチ |
| 年             | 出場        | 得点        |
| -------------- | ----------- | ----------- |
| 2021           | 2           | 0           |
| 通算           | 2           | 0           |

## タイトル

### クラブ
アトレティコ・マドリード
- プリメーラ・ディビシオン : 1回 (2020-21)